# Va passar a la vora del riu
Va passar a la vora del riu (en suec: Händelser vid vatten) és un drama de televisió escandinau fet per a SVT i ITV Studios per Piv Bernth i Apple Tree Productions. És una adaptació de Maren Louise Käehne i Karin Arrhenius de la novel·la Händelser vid vatten de Kerstin Ekman de 1993. Està dirigida per Arrhenius i Mikael Marcimain, i protagonitzada per Pernilla August.
Va estrenar-se a Suècia el 13 de gener de 2023 i va estar en competició al Festival de Göteborg. La sèrie va tenir dates d'estrena el març de 2023 a França i Alemanya, i a l'estat espanyol va ser el 27 de febrer de 2024. Pot veure's a Filmin subtitulada en català.

## Sinopsi
L'acció està ambientada a Svartvattnet durant dos períodes, el 1973 i el 1991. A les muntanyes del nord de Suècia, prop del petit poble de Svartvattnet, es troben dos turistes assassinats en una tenda de campanya el 1973. Annie descobreix els seus cadàvers mentre es dirigeix cap a una comuna aïllada amb la seva filla petita Mia. El policia local Åke i el doctor Birger comencen a investigar el crim però són substituïts per detectius d'Estocolm. Entre els sospitosos hi ha residents locals i membres de la comuna. Les repercussions dels assassinats no resolts encara es fan sentir 18 anys després. La Mia torna a Svartvattnet per visitar l'Annie, que ara ensenya a l'escola local. Annie continua perseguida per les morts, intentant trobar el culpable. Més tard, Annie es troba morta, inicialment es creia que era accidental o suïcida.

## Repartiment
| Personatge          | Intèrpret (1973)            | Intèrpret (1991) |
| ------------------- | --------------------------- | ---------------- |
| Annie Raft          | Asta Kamma August           | Pernilla August  |
| Mia Raft            | Alva Adermark               | Alba August      |
| Birger Torbjörnsson | Sven Boräng                 | Rolf Lassgård    |
| Dan Ulander         | Christian Fandango Sundgren | Andreas Kundler  |
| Johan Brandberg     | Liam Gabrielsson Lövbrand   | Erik Ehn         |
| Björne Brandberg    | Lucas Grimstedt             | Jesper Sjölander |
| Barbro Torbjörnsson | Liv Mjönes                  |                  |
| Petrus              | Magnus Krepper              | Magnus Krepper   |
| Ylja Happolati      | Alma Pöysti                 | Anitta Suikkari  |